# Ryo Hatsuse
Ryo Hatsuse (初瀬 亮 Hatsuse Ryo?, Osaka, 10 de julio de 1997) es un futbolista japonés que juega como defensa en el Gamba Osaka de la J1 League.

## Trayectoria

### Clubes
| Club                      | País       | Año       |
| ------------------------- | ---------- | --------- |
| Gamba Osaka               | Japón      | 2016-2018 |
| Vissel Kobe               | Japón      | 2019-2024 |
| Avispa Fukuoka (cedido)   | Japón      | 2019      |
| Sheffield Wednesday F. C. | Inglaterra | 2025      |
| Gamba Osaka               | Japón      | 2025-     |

## Palmarés

### Títulos nacionales
| Título             | Club        | País  | Año  |
| ------------------ | ----------- | ----- | ---- |
| Supercopa de Japón | Vissel Kobe | Japón | 2020 |
| J1 League          | Vissel Kobe | Japón | 2023 |
| Copa del Emperador | Vissel Kobe | Japón | 2024 |
| J1 League          | Vissel Kobe | Japón | 2024 |